# Kanoepolo

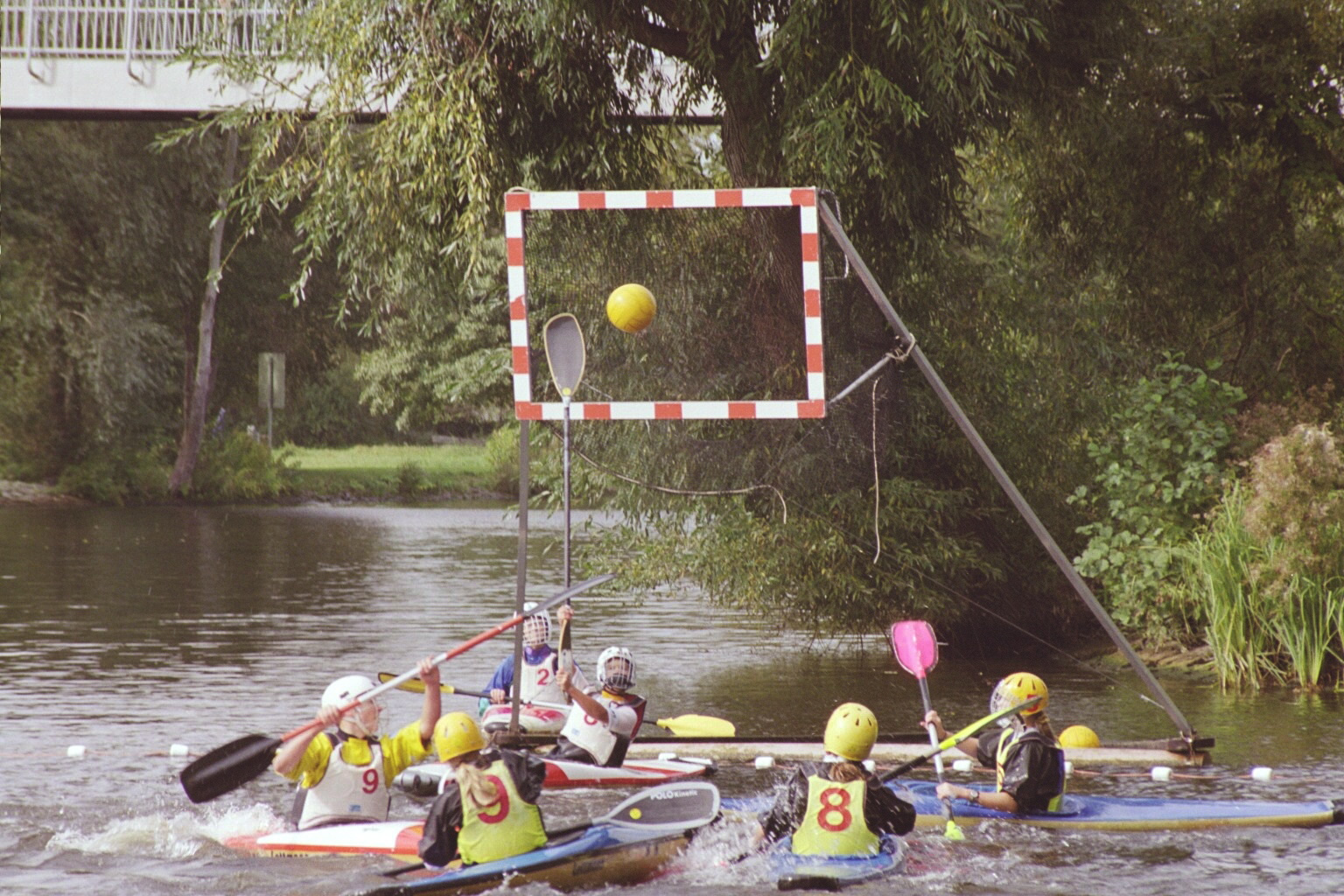
Kanoepolo

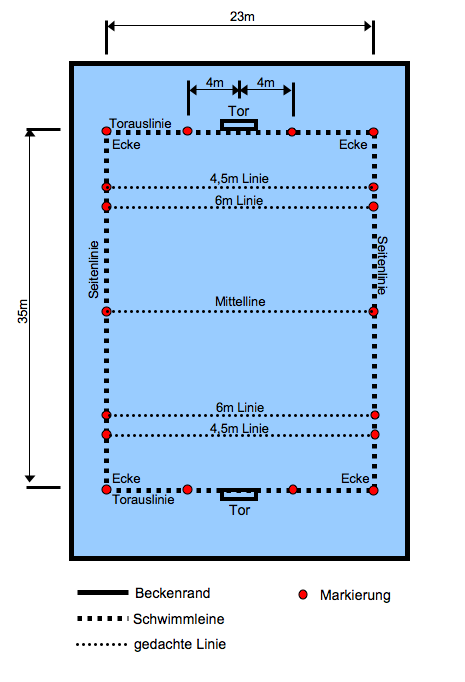
Hřiště pro hru

Kanoepolo, méně často i Kajakpolo (anglicky Canoe polo, německy Kanupolo), je kolektivní míčová vodní hra, která se hraje na kajacích. Jde o jednu z oficiálních disciplín Mezinárodní kanoistické federace. Spadá pod kanoistiku.
Cílem hry je nastřílet co nejvíce gólů do soupeřovy branky, která je zavěšena 2 m nad vodou. V každém týmu hraje maximálně 5 hráčů s možností až 3 střídajících hráčů, kteří musí být v prostoru za zadní brankovou čarou.

## Pravidla

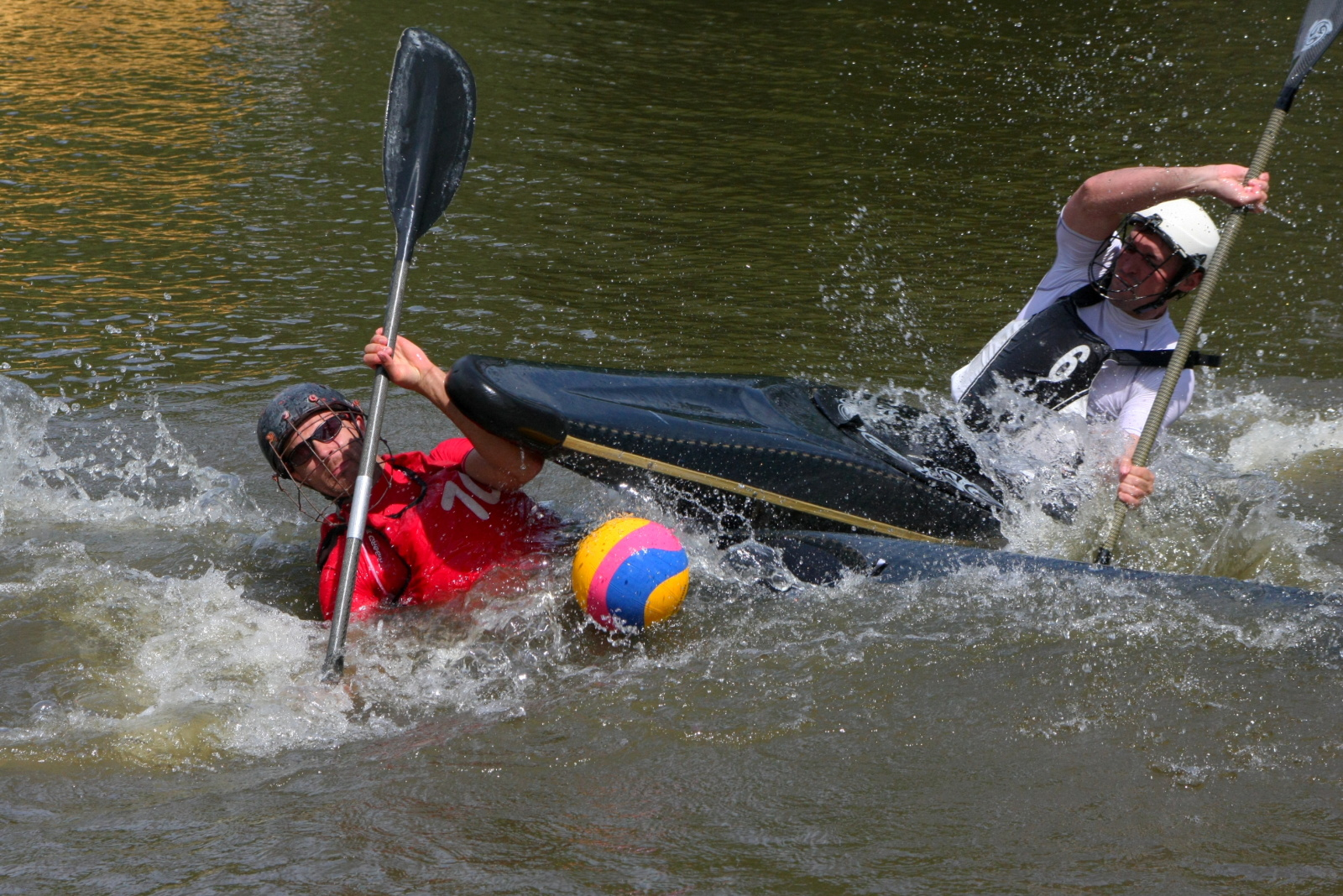
Dva hráči v souboji o míč

- Obdélníkové hřiště je vytvořeno na souvislé vodní ploše a má rozměry od 30 × 20 metrů (velikost hřiště pro vodní pólo) do 35 × 23 metrů, přičemž poměr obou stran musí činit vždy 3:2.
- Branky jsou obdélníkové o velikosti 1,5 × 1 metru, které jsou ve svislé poloze zavěšeny 2 metry nad hladinou vody.
- V jednom týmů může nastoupit maximálně 8 hráčů – 5 na hřišti a 3 na střídačce, která se nachází za zadní brankovou čarou.
- Hráči se pohybují na kajacích a musí být vybaveni helmou s mřížkou (obličejový kryt), plovací vestou a pádlem se zesílenými listy, zejména proto aby se předešlo zranění.
- Míč, který je obdobný jako ve vodním pólu, se může házet nebo odpalovat pádlem, rukou či paží.
- Pokud se jeden hráč snaží hrát míč rukou, soupeř se nesmí snažit hrát v dosahu jeho paží pomocí pádla.
- Hráč smí míč držet maximálně 5 sekund a nesmí jej vozit na špricdece lodi (nedovolené držení míče – nepovolená obdoba basketbalových kroků).
- Eskymování s míčem je povoleno.
- Každá loď musí být opatřena gumovými nárazníky a splňovat další předepsané rozměry dle Mezinárodní kanoistické federace.
- Hraje se na dva stejné poločasy nejčastěji o délce dvakrát 10 minut s tříminutovou přestávkou mezi poločasy. Pokud zápas skončí nerozhodně, nastává prodloužení o zlatý gól, kde vítězí tým, který jako další skóruje.
- Zahájení hry se provádí tak, že míč leží uprostřed hrací plochy a oba týmy jsou srovnány na své zadní brankové čáře odkud na povel zahájení hry vyrazí dopředu za míčem.
- Zvítězí družstvo, které během hrací doby vstřelí více branek.

## Historie
Nejstarší zmínky o hře na kanoích s míčem jsou doloženy z Velké Británie v roce 1875. Rané formy kanoe póla se hrály ve Spojených státech amerických a částech Evropy až do první poloviny 20. století. V roce 1926 prezentovala německá federace "kanupolo" jako nový sport. O rok později se odehrálo první Mistrovství Německa. Nejprve se hrálo na mnohem větších hřištích odpovídajících velikostí fotbalovému hřišti a střílelo se na fotbalové branky. Jeden poločas trval až 40 minut. V Anglii se poprvé konalo národní mistrovství v kanoepolo v roce 1971.

### Moderní kanoepolo
V roce 1986 zveřejnila Mezinárodní kanoistická federace (ICF) svůj první soubor univerzálních herních pravidel pro tuto disciplínu. V roce 1987 byla odehrána první ukázková hra, na mistrovství světa v kanoistickém sprintu v německém Duisburgu. V roce 1990 Mezinárodní kanoistická federace ICF dokončila svá mezinárodní pravidla pro kanoepolo - to lze považovat za počátek moderního kanoepola. Tato pravidla s drobnými obměnami a doplňky platí až do dnes. 

#### Světové hry
Kanoepolo debutovalo na Světových hrách v roce 2005 v německém Duisburgu, 18 let poté, co byla tato disciplína předvedena na mistrovství světa ve sprintu kanoistů v tomto městě. Od té doby se pořádá kanoepolo mužů i žen na světových hrách pravidelně. Německo získalo v mužské i v ženské soutěži po třech titulech vítězů Světových her.

#### Mistrovství světa
První mistrovství světa se odehrálo v roce 1994 v anglickém Sheffieldu, a skládalo se z 18 mužských a 6 ženských týmů. Austrálie porazila Německo ve finále mužů i žen. Akce se koná každé dva roky vždy v sudý rok kromě roku 2020 (zrušeno kvůli Covid-19). MS se rozrostlo tak, že 5. ročníku 2002 v německém Essenu se účastnilo 27 mužských a v Amsterodamu (2006) a Thury-Harcoutu (2014) 20 ženských týmů. Mistrovství světa v kanoepolu se od roku 2002 také účastní výběry U21 mužů i žen. Od doby, kdy Austrálie vyhrála první tři světové tituly mužů a dva z prvních tří ženských turnajů, ovládla světový šampionát Evropa. V mužích získali 3 tituly také Nizozemsko, Francie dva tituly Británie, Německo a jeden Itálie. V ženách mé Německo 7 titulů, Británie 4, Austrálie dva a Nový Zéland jeden. V juniorech má nejvíce titulů Francie a Británie po třech v juniorkách Německo 5.

#### Mistrovství Evropy
První Mistrovství Evropy v kanoepolu se odehrálo také v anglickém Sheffieldu v roce 1993, a koná se každé dva roky vždy v lichý rok. Mistrovství Evropy v kanoepolu se od roku 1999 také účastní výběry U21 mužů i žen.

#### Česká republika
Kořeny Českého kanoepola sahají do předlistopadové doby, kdy se sportu především věnoval Klub Vodních Sportů v Praze. V porevoluční době navázala na jeho činnost dětská organizace Šán z Pražského Podolí. 28. srpna 2001 vznikla Česká asociace kanoepola. Ta skládá reprezentaci mužů, žen i mládežnických týmů a pořádá Czech Open Cup v kanoepolo.
Česká republika se umístila v německém Essenu 2002 na 24.místě muži. Ženy v nizozemském Amsterodamu 2006 na 20.místě, a 2014 v italských Syracusách na 11. místě. Junioři se umístili v roce 2012 v polské Poznani na 15.místě, v roce 2022 ve francouzském Saint-Omer na 13.místě a na Evropě 2021 v italské Katánii na 8.místě.
Kluby v ČR, kde je možné hrát kanoepolo: TJ Kotva Braník - Praha, TJ Delfín Jablonec n. Nisou a KKJ Týn nad Vltavou.